# Gennadi Kapoestin
Gennadi Sergejevitsj Kapoestin (Russisch: Геннадий Сергеевич Капустин) (Koeznetsk, Oblast Penza, 22 november 1958 - Sint-Petersburg, 31 augustus 2011), was een voormalig professionele basketbalspeler die speelde voor het nationale team van de Sovjet-Unie. Hij kreeg de onderscheiding De kapitein van de sport van internationale klasse van de Sovjet-Unie in 1981.

## Carrière
Kapoestin speelde zijn profcarrière voor Spartak Leningrad en Dinamo Tbilisi. Met Spartak werd Kapoestin twee keer tweede om het landskampioen van de Sovjet-Unie in 1976 en 1978 en één keer derde in 1981. Ook werd Kapoestin bekerwinnaar van de Sovjet-Unie in 1981. Kapoestin speelde voor het nationale team van de Sovjet-Unie. Kapoestin won goud op het Europees kampioenschap in 1981.

## Erelijst
- Landskampioen Sovjet-Unie:
  - Tweede: 1976, 1978
  - Derde: 1981
- Bekerwinnaar Sovjet-Unie: 1
  - Winnaar: 1978
- Europees kampioenschap: 1
  - Goud: 1981